# Беркова, Лариса Михайловна
Лари́са Миха́йловна Беркова (в девичестве — Савкина; род. 8 февраля 1955, Рустави) — советская гандболистка, олимпийская чемпионка 1980 года. Заслуженный мастер спорта СССР (1980).

## Карьера
На Олимпийских играх в Москве в составе сборной СССР стала победительницей Олимпиады. На турнире сыграла все пять матчей своей команды. Многократный призёр чемпионата СССР в составе бакинского «Автомобилиста».
С 2014 года принимает активное участие в акциях Всероссийской благотворительной программы «Олимпийские легенды — детям и молодежи России» Российского союза спортсменов.